# Équipe d'Écosse de rugby à XV à la Coupe du monde 2011
L'équipe d'Écosse de rugby à XV à la Coupe du monde 2011 organisée par la Nouvelle-Zélande, est dans la Poule B pour la première phase. Elle y affronte l'Angleterre, l'Argentine, la Géorgie et la Roumanie. L'Écosse s'impose contre la Roumanie 34-24 puis contre la Géorgie 15-6. Le match entre l'Argentine et l'Écosse se solde par une courte victoire des Argentins 13-12. Le XV du chardon s'incline ensuite en toute fin de match face à l'Angleterre (16-12) pour finir troisième de la poule, derrière l'Angleterre et l'Argentine. Pour la première fois depuis la création de la Coupe du monde, l'Écosse ne se qualifie pas pour les phases finales.

## Les trente sélectionnés
Andy Robinson rend publique la liste des trente joueurs retenus pour la coupe du monde de rugby à XV 2011 le 22 août 2011.
| Entraîneur | Entraîneur             | Andy Robinson                                                           |
| Avants     | Pilier                 | Geoff Cross, Alasdair Dickinson, Allan Jacobsen, Moray Low, Euan Murray |
| Avants     | Talonneur              | Ross Ford, Dougie Hall, Scott Lawson                                    |
| Avants     | Deuxième ligne         | Richie Gray, Jim Hamilton, Nathan Hines, Alastair Kellock (cap.)        |
| Avants     | Troisième ligne aile   | John Barclay, Kelly Brown, Ross Rennie, Alasdair Strokosch              |
| Avants     | Troisième ligne centre | Richie Vernon                                                           |
| Arrières   | Demi de mêlée          | Mike Blair, Chris Cusiter, Rory Lawson                                  |
| Arrières   | Demi d'ouverture       | Ruaridh Jackson, Dan Parks                                              |
| Arrières   | Centre                 | Joe Ansbro, Nick De Luca, Graeme Morrison                               |
| Arrières   | Ailier                 | Simon Danielli, Max Evans, Sean Lamont                                  |
| Arrières   | Arrière                | Rory Lamont, Chris Paterson                                             |

## La Coupe du monde
L'Écosse dispute quatre matchs dans la poule B.

### Match 1: Écosse-Roumanie
(mt : 18 - 11)

Composition des équipes

Homme du match : Marius Tincu 
Points marqués : 
- Écosse : 4 essais de Blair (8e), Ansbro (21e) et de Danielli (75e, 78e), 1 transformation de Paterson (22e), 4 pénalités de Paterson (3e, 37e, 53e, 71e)
- Roumanie : 2 essais de Lazăr (40e) et de Carpo (67e), 1 transformation de Dimofte (68e), 4 pénalités de Dumbravă (12e, 23e) et de Dimofte (54e, 62e)

Évolution du score : 3-0, 8-0, 8-3, 15-3, 15-6, 18-6, 18-11, 21-11, 21-14, 21-17, 21-24, 24-24, 29-24, 34-24
Arbitre : Dave Pearson 
L'Écosse s'impose difficilement, après avoir été menée à dix minutes de la fin par une équipe roumaine proche d'un exploit. Deux essais en début de match, puis deux dans les cinq dernières minutes, permet au XV du chardon, dominé par les avants roumains, d'obtenir un bonus offensif inespéré.
| Écosse · Titulaires · Chris Paterson 15 · Max Evans 14 · 20e Joe Ansbro 13 · Sean Lamont 12 · 76e 78e Simon Danielli 11 · 53e Ruaridh Jackson 10 · 8e 62e Mike Blair 9 · Richie Vernon 8 · 62e John Barclay 7 · Kelly Brown 6 · (cap.) Alastair Kellock 5 · 53e Richie Gray 4 · Geoff Cross 3 · 81e Ross Ford 2 · 62e Allan Jacobsen 1 · Remplaçants · 81e Scott Lawson 16 · 62e Alasdair Dickinson 17 · 53e Nathan Hines 18 · 62e Ross Rennie 19 · 62e Chris Cusiter 20 · 53e Dan Parks 21 · Rory Lamont 22 · Entraîneur · Andy Robinson |  | Roumanie · Titulaires · 15 Iulian Dumitraș 59e · 14 Stefan Ciuntu · 13 Csaba Gál · 12 Ionuț Dimofte · 11 Mădălin Lemnaru · 10 Dănuț Dumbravă 52e · 9 Lucian Sîrbu 52e · 8 Daniel Carpo 67e · 7 Ovidiu Tonița · 6 Mihai Macovei 77e · 5 Cristian Petre 80e · 4 Valentin Ursache · 3 Paulică Ion 68e · 2 Marius Tincu (cap.) 68e · 1 Mihaita Lazăr 40e · Remplaçants · 16 Bogdan Zebega 68e · 17 Silviu Florea 68e · 18 Valentin Poparlan 80e · 19 Stelian Burcea 77e · 20 Florin Surugiu 52e · 21 Ionel Cazan 52e · 22 Florin Vlaicu 59e · Entraîneur · Romeo Gontineac |

### Match 2: Écosse-Géorgie
(mt : 9 - 3)

Composition des équipes

Homme du match : Kelly Brown 
Points marqués :
- Écosse : 4 pénalités de Parks (24e, 34e, 71e, 76e), 1 drop de Parks (39e)
- Géorgie : 2 pénalités de Kvirikashvili (17e, 73e)

Évolution du score : 0-3, 3-3, 6-3, 9-3, 12-3, 12-6, 15-6
Arbitre : George Clancy 
L'Écosse remporte sans briller sa deuxième victoire face à la Géorgie. Peu aidé par la pluie, le XV du chardon profite des nombreuses fautes géorgiennes pour s'imposer grâce à la botte de Parks. La Géorgie, trop indisciplinée pour pouvoir être réellement dangereuse, a affiché ses limites en produisant un jeu essentiellement axé sur la puissance de ses avants.
| Écosse · Titulaires · 71e Rory Lamont 15 · Max Evans 14 · Nick De Luca 13 · Graeme Morrison 12 · Sean Lamont 11 · Dan Parks 10 · 71e (cap.) Rory Lawson 9 · Kelly Brown 8 · Ross Rennie 7 · Alasdair Strokosch 6 · Jim Hamilton 5 · 71e Nathan Hines 4 · Euan Murray 3 · Ross Ford 2 · Allan Jacobsen 1 · Remplaçants · Dougie Hall 16 · Geoff Cross 17 · Alasdair Dickinson 18 · 71e Richie Gray 19 · Richie Vernon 20 · 71e Chris Cusiter 21 · 71e Chris Paterson 22 · Entraîneur · Andy Robinson |  | Géorgie · Titulaires · 15 Revaz Gigauri · 14 Irakli Machkhaneli · 13 Davit Kacharava · 12 Tedo Zibzibadze · 11 Alexander Todua 67e · 10 Merab Kvirikashvili · 9 Irakli Abuseridze (cap.) · 8 Dimitri Basilaia 65e · 7 Mamuka Gorgodze · 6 Shalva Sutiashvili · 5 Vakhtang Maisuradze 50e · 4 Levan Datunashvili · 3 Davit Zirakashvili 56e · 2 Jaba Bregvadze 65e · 1 Davit Khinchaguishvili · Remplaçants · 16 Akvsenti Giorgadze 65e · 17 Davit Kubriashvili 56e · 18 Georgi Chkhaidze 50e · 19 Viktor Kolelishvili 65e · 20 Bidzina Samkharadze · 21 Lasha Khmaladze · 22 Malkhaz Urjukashvili 67e · Entraîneur · Richie Dixon |

### Match 3: Argentine-Écosse
(mt : 3 - 6)

Composition des équipes

Homme du match : Ruaridh Jackson 
Points marqués :
- Argentine : 1 essai de Amorosino (73e), 1 transformation de Contepomi (73e), 2 pénalités de Contepomi (19e, 63e)
- Écosse : 2 pénalités de Paterson (36e), Jackson (39e) et 2 drops de Jackson (65e), Parks (72e)

Évolution du score : 3-0, 3-3, 3-6, 6-6, 6-9, 6-12, 13-12
Arbitre : Wayne Barnes 
À nouveau sous une pluie diluvienne, ce troisième match capital pour une place en quart de finale entre l'Argentine et l'Écosse se termine par une victoire en fin de rencontre des Pumas. Donné favoris, l'Argentine éprouve des difficultés à se défaire des Écossais présentant un tout autre visage que lors de leurs deux premières sorties. Dominant la seconde période et menant de six points à dix minutes de la fin, les Écossais encaissent un essai sur un exploit personnel d'Amorosino qui élimine cinq défenseurs. Transformé par Contepomi, l'Argentine passe devant et résiste aux derniers assauts écossais pour remporter le match. Pour se qualifier, l'Écosse est donc obligée de battre l'Angleterre.
| Argentine · Titulaires · 70e Martín Rodríguez Gurruchaga 15 · Gonzalo Camacho 14 · Marcelo Bosch 13 · (cap.) Felipe Contepomi 12 · Horacio Agulla 11 · Nicolás Sánchez 10 · Nicolás Vergallo 9 · 31e Juan Martín Fernández Lobbe 8 · Juan Manuel Leguizamón 7 · Julio Farías Cabello 6 · Patricio Albacete 5 · Manuel Carizza 4 · Juan Figallo 3 · 74e Mario Ledesma 2 · 37e Rodrigo Roncero 1 · Remplaçants · 74e Agustín Creevy 16 · 37e Martín Scelzo 17 · Mariano Galarza 18 · 31e Genaro Fessia 19 · Alfredo Lalanne 20 · 70e 73e Lucas González Amorosino 21 · Juan Imhoff 22 · Entraîneur · Santiago Phelan |  | Écosse · Titulaires · 15 Chris Paterson · 14 Max Evans · 13 Nick De Luca · 12 Graeme Morrison · 11 Sean Lamont · 10 Ruaridh Jackson 69e · 9 Rory Lawson (cap.) 61e · 8 Kelly Brown 78e · 7 John Barclay · 6 Alasdair Strokosch · 5 Jim Hamilton · 4 Richie Gray 57e · 3 Geoff Cross · 2 Ross Ford 78e · 1 Allan Jacobsen 61e · Remplaçants · 16 Dougie Hall 78e · 17 Alasdair Dickinson 61e · 18 Nathan Hines 57e · 19 Richie Vernon 78e · 20 Chris Cusiter · 21 Dan Parks 69e · 22 Mike Blair 61e · Entraîneur · Andy Robinson |

### Match 4: Angleterre-Écosse
(mt : 3 - 9 )

Composition des équipes

Homme du match : Dan Parks 
Points marqués :
- Angleterre : 1 Essai de Ashton (78e), 1 Transformation de Flood (79e), 2 Pénalité de Wilkinson (33e, 62e) et 1 drop de Jonny Wilkinson (58e)

- Écosse : 3 Pénalités de Paterson 2 (9e, 56e) et Parks (17e), 1 Drop de Dan Parks (40e)

Évolution du score : 0-3, 0-6, 3-6, 3-9, 3-12, 6-12, 9-12, 16-12
Arbitre : Craig Joubert 
L'Écosse, qui joue son va-tout, revit le même scénario que face à l'Argentine. Déjouant les pronostics, le XV du chardon mène à 2 minutes de la fin du match, avant de s'incliner sur un essai d'Ashton. Peu inspiré en première mi-temps, le XV anglais se réveille après le retour des vestiaires et accélère le jeu. Grâce à la botte de Wilkinson et l'essai d'Ashton, l'Angleterre l'emporte et prive pour la première fois de leur histoire les Écossais d'une place en quart de finale.
| Angleterre · Titulaires · Ben Foden 15 · 78e Chris Ashton 14 · Manu Tuilagi 13 · 71e Mike Tindall 12 · Delon Armitage 11 · 72e Jonny Wilkinson 10 · Ben Youngs 9 · James Haskell 8 · 54e 62e (cap.) Lewis Moody 7 · Tom Croft 6 · 57e Courtney Lawes 5 · Louis Deacon 4 · Dan Cole 3 · 67e Steve Thompson 2 · Matt Stevens 1 · Remplaçants · 67e Dylan Hartley 16 · 72e Alex Corbisiero 17 · 57e Tom Palmer 18 · 54e 62e Nick Easter 19 · Richard Wigglesworth 20 · 71e Toby Flood 21 · Matt Banahan 22 · Entraîneur · Martin Johnson |  | Écosse · Titulaires · 15 Chris Paterson · 14 Max Evans 41e · 13 Joe Ansbro · 12 Sean Lamont · 11 Simon Danielli · 10 Ruaridh Jackson 10e · 9 Mike Blair 72e · 8 Richie Vernon 64e · 7 John Barclay · 6 Alasdair Strokosch 64e · 5 Alastair Kellock (cap.) · 4 Richie Gray · 3 Euan Murray · 2 Ross Ford · 1 Allan Jacobsen 67e · Remplaçants · 16 Scott Lawson 64e · 17 Alasdair Dickinson 67e · 18 Nathan Hines · 19 Ross Rennie 64e · 20 Chris Cusiter 72e · 21 Dan Parks 10e · 22 Nick De Luca 41e · Entraîneur · Andy Robinson |

### Classement de la poule B
| Rang | Pays       | J | V | N | D | Em | Ee | Bo | Bd | Pm  | Pe  | Diff | Pts |
| ---- | ---------- | - | - | - | - | -- | -- | -- | -- | --- | --- | ---- | --- |
| 1    | Angleterre | 4 | 4 | 0 | 0 | 18 | 1  | 2  | 0  | 137 | 34  | +103 | 18  |
| 2    | Argentine  | 4 | 3 | 0 | 1 | 10 | 3  | 1  | 1  | 90  | 40  | +50  | 14  |
| 3    | Écosse     | 4 | 2 | 0 | 2 | 4  | 4  | 1  | 2  | 73  | 59  | +14  | 11  |
| 4    | Géorgie    | 4 | 1 | 0 | 3 | 3  | 9  | 0  | 0  | 48  | 90  | -42  | 4   |
| 5    | Roumanie   | 4 | 0 | 0 | 4 | 3  | 21 | 0  | 0  | 44  | 169 | -125 | 0   |

|  | Qualifiés pour les quarts de finale (no 1, no 2). |

Attribution des points  : victoire : 4, match nul : 2, défaite : 0, forfait : -2 ; plus les bonus (offensif : 4 essais marqués ou plus ; défensif : défaite par 7 points d'écart ou moins).

## Statistiques

### Meilleurs marqueurs d'essais écossais
1. Simon Danielli : 2 essais
2. Joe Ansbro, Mike Blair : 1 essai

### Meilleurs réalisateur écossais
1. Dan Parks : 24 points, 5 pénalités, 3 drops
2. Chris Paterson : 23 points, 1 transformation, 7 pénalités
3. Simon Danielli : 10 points, 2 essais
4. Ruaridh Jackson: 6 points, 1 pénalité, 1 drop
5. Joe Ansbro, Mike Blair : 5 points, 1 essai